# Mohammad Umar Shadab
Mohammad Umar Shadab, är en pakistansk araknolog specialiserad på plattbuksspindlar. Han examinerades från Universitetet i Karachi 1972 och började därefter att arbeta vid American Museum of Natural History.
Auktorsnamnet Shadab kan användas för Mohammad Umar Shadab i samband med ett vetenskapligt namn inom zoologin; se Wikipedia-artiklar som länkar till auktorsnamnet.